# Bloom (Wisconsin)
Bloom es un municipio del condado de Richland, Wisconsin, Estados Unidos. Tiene una población estimada, a mediados de 2023, de 538 habitantes.

## Geografía
Está ubicado en las coordenadas 43°30′36″N 90°29′26″O / 43.51000, -90.49056. Según la Oficina del Censo, Bloom tiene una superficie de 93.5 km², correspondientes en su totalidad a tierra firme.

## Demografía
Según el censo de 2020, en ese momento había 538 personas residiendo en la zona. La densidad de población era de 5.8 hab./km². El 96.28% de los habitantes eran blancos, el 0.37% eran afroamericanos, el 0.19% era amerindio, el 0.19% era asiático y el 2.97% eran de una mezcla de razas. Del total de la población, el 1.30% eran hispanos o latinos de cualquier raza.